# Vilanòva de Besièrs
Vilanòva de Besièrs (en francès Villeneuve-lès-Béziers) és un municipi occità del Llenguadoc, situat al departament de l'Erau, a la regió d'Occitània.

## Monuments

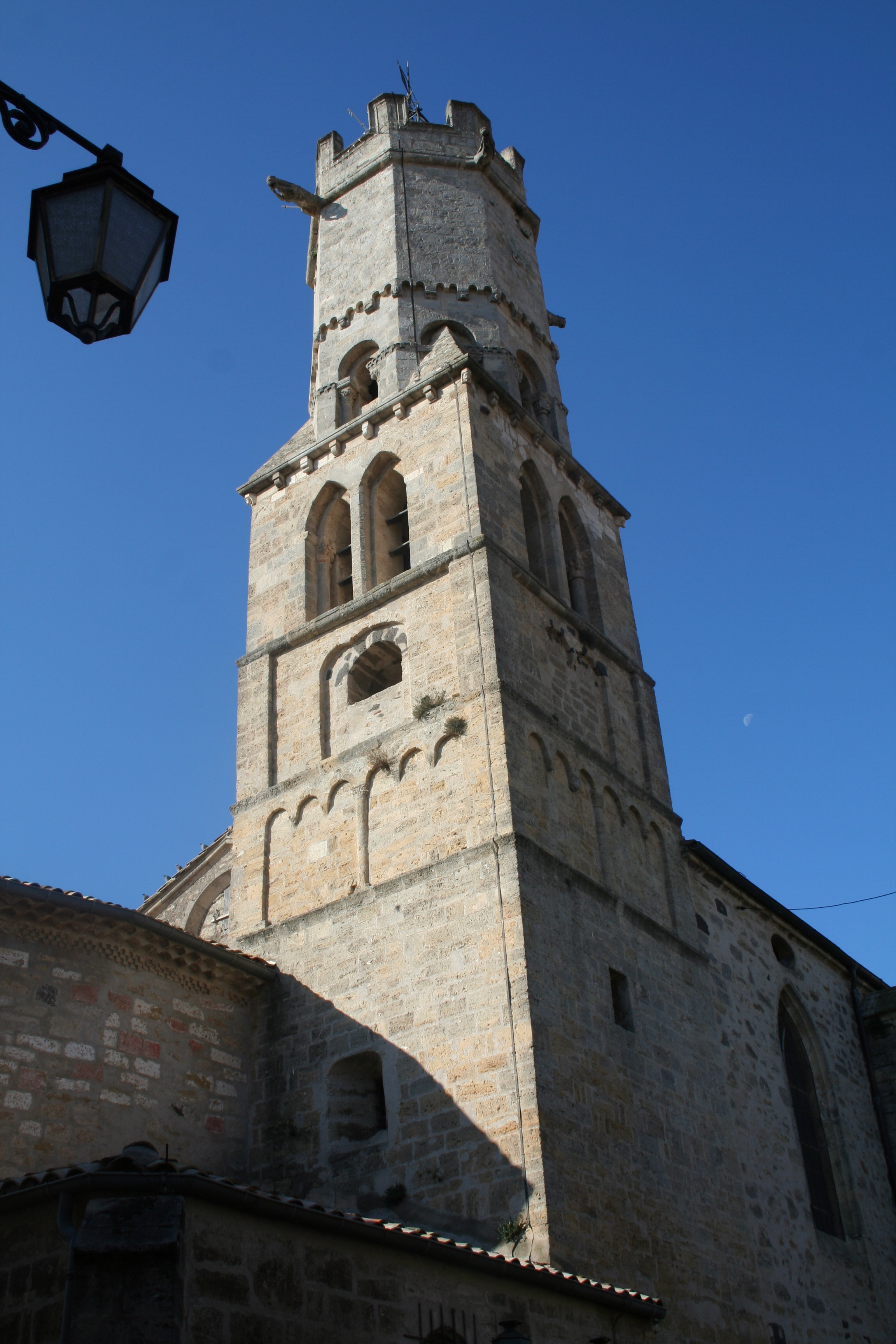
Campanar de Saint-Etienne.

- Església de Saint-Etienne.